# Escudo angolais
Pour les articles homonymes, voir Escudo.
L'escudo angolais est l'ancienne monnaie officielle de l'Angola portugais entre 1914 et 1928 puis, de nouveau, entre 1958 et 1977. Il était divisé en 100 centavos ; 5 centavos faisait un « macuta ». Cette monnaie était au pair avec l'escudo portugais.

## Histoire monétaire
Le lancement de l'escudo dans l'espace colonial portugais commence en 1914. Cette nouvelle monnaie républicaine remplace le réal portugais au taux de 1 000 contre 1. L'escudo angolais et portugais sont à parité égale, il est divisé en 100 centavos ou 20 macutas. En 1928, conséquence du scandale financier causé par l'affaire Alves dos Reis, est fondé l'angolar toujours à parité égale avec la monnaie nationale portugaise. Cependant, les billets de banque en escudos subirent une décote au change de 25 %. En 1953, le Portugal décide de revoir sa politique monétaire coloniale. En 1958, l'angolar est remplacé par l'escudo, au pair.
En 1977, avec l'indépendance, l'Angola adopte comme monnaie nationale et unité de compte le kwanza, avec un taux de conversion au pair.

## Émissions

### Pièces de monnaie
La Casa da Moeda de Lisbonne est chargée des frappes. 
En 1921, des pièces de 1, 2 et 5 centavos en bronze et de 10 et 20 centavos en cupronickel sont produites, suivies l'année suivante par un module de 50 centavos en nickel. En 1927, des pièces de 1, 2 et 4 macutas et 50 centavos furent lancées. Ces pièces circulèrent à concurrence des multiples de l'angolar, quand furent produites des pièces en bronze de 10 et 20 centavos en 1948.
En 1952, la première pièce d'un escudo fut frappée, alors que l'angolar continue d'avoir cours légal jusqu'en 1958. Des pièces en argent de 10 et 20 escudos sont frappées en 1952, suivies par la 50 centavos en bronze et la 2,5 escudos en nickel en 1953. Le cupronickel remplace l'argent métal en 1969, avec l'émission de la pièce de 10 escudos, puis, en 1971, de celle de 20 escudos, en nickel. Une pièce de 5 escudos en cupronickel est émise en 1972.

### Billets de banque
En 1914, la Banco Nacional Ultramarino fait fabriquer par De La Rue des coupures de 10, 25 et 50 centavos. Le billet de 5 centavos est fabriquée en 1918, puis celui de 50 escudos en 1920. In 1921, une nouvelle série comprend des billets de 50 centavos, 1, 2½, 5, 10, 20 et 100 escudos. En 1922, l'impression du 500 escudos type Vasco de Gama est assurée par l'imprimeur londonien Waterlow and Sons (en), qui se fait escroquer en 1925 par la bande d'Alves dos Reis, par ailleurs investisseur en Angola, ce qui déclenche la « crise des billets de banque portugais » ; la coupure est retirée de la circulation, une panique s'ensuit et l'angolar est créé dans la foulée. 
En 1958, des billets datés 1956 sont émis par la Banco de Angola pour des valeurs de 20, 50, 100, 500 et 1 000 escudos, l'angolar étant abandonné. Ces billets sont régulièrement produits jusqu'à l'introduction du kwanza en 1977.